# Division 1B 2020/21
Die Division 1B 2020/21 war die 104. Spielzeit der zweithöchsten belgischen Spielklasse im Männerfußball und die fünfte Spielzeit als professionelle Division 1B nach Neustrukturierung des Ligensystems zur Saison 2016/17. Der offizielle Name der Liga lautet 1B Pro League.
Gemäß Beschluss der Generalversammlung der Vereine begann die neue Saison am Wochenende des 22. August 2020. Der letzte Spieltag war am 25. April 2021.

## Teilnehmer
Für die Spielzeit 2020/21 haben sich folgende Vereine sportlich qualifiziert:
- die restlichen Vereine aus der Saison 2019/20:
  - KVC Westerlo
  - Royale Union Saint-Gilloise
  - Lommel SK
- die Aufsteiger aus der 1. Division Amateure:
  - KMSK Deinze
  - RFC Seraing
  - RWD Molenbeek
  - Lierse Kempenzonen

Dazu kommt die U-23-Mannschaft des FC Brügge; diese ist nicht berechtigt, in die Division 1A aufzusteigen.
| Verein                      | Stadt/Gemeinde           | Stadion                            | Kapazität |
| --------------------------- | ------------------------ | ---------------------------------- | --------- |
| Lommel SK                   | Lommel                   | Stadelijk Sportstadion             | 12.500    |
| Royale Union Saint-Gilloise | Saint-Gilles/Sint-Gillis | König-Baudouin-Stadion             | 50.122    |
| KVC Westerlo                | Westerlo                 | Het Kuipje                         | 08.035    |
| RWD Molenbeek               | Molenbeek-Saint-Jean     | Edmond-Machtens-Stadion            | 12.266    |
| KMSK Deinze                 | Deinze                   | Bürgermeister-Van-de-Wiele-Stadion | 08.000    |
| RFC Seraing                 | Seraing                  | Stade du Pairay                    | 06.774    |
| Lierse Kempenzonen          | Lier                     | Herman-Vanderpoorten-Stadion       | 13.539    |
| FC Brügge U 23              | Brügge                   | Daknamstadion in Lokeren           | 12.000    |

## Modus
Einmalig für die Saison 2020/21 wurde der Modus durch Beschluss der Generalversammlung der Vereine vom 15. Mai 2020 verändert.
Es wurden weiterhin 28 Spieltage ausgetragen. Dabei spielten die acht Vereine in zwei Hin- und Rückrunden viermal gegeneinander.
Die Mannschaft, die die Tabelle nach 28 Spieltagen anführte, steigt auf. Eine weitere Generalversammlung am 7. Juli 2020 beschloss die Einführung einer Relegation ab der Saison 2020/21. In der Saison 2020/21 spielt der Zweite der Division 1B gegen die Mannschaft auf Platz 15 der Hauptrunde der Division 1A. Da nach der Saison 2021/22 die Division 1A wieder auf 16 Vereine reduziert werden soll und daher dort drei Mannschaften absteigen, entfallen dort die Relegationsspiele. Ab der Saison 2022/23 nimmt dann der Verlierer der Aufstiegsspiele an den Relegationsspielen teil.
Die Mannschaft auf den Platz 8 der Gesamttabelle stieg in die Division 1 Amateure ab.
Falls einzelne Spiele durch Anordnungen der örtlichen Behörden wegen der COVID-19-Pandemie untersagt wurden, oblag es dem Heimverein, einen anderen Austragungsort am geplanten Spieltag zu finden. Anderenfalls wurde das Spiel 0:3 gegen ihn gewertet.

## Tabelle
| Pl. | Verein                      | Sp. | S  | U  | N  | Tore    | Diff. | Punkte |
| --- | --------------------------- | --- | -- | -- | -- | ------- | ----- | ------ |
| 1.  | Royale Union Saint-Gilloise | 28  | 22 | 4  | 2  | 069:240 | +45   | 70     |
| 2.  | RFC Seraing (N)             | 28  | 16 | 4  | 8  | 055:370 | +18   | 52     |
| 3.  | Lommel SK                   | 28  | 13 | 4  | 11 | 050:470 | +3    | 43     |
| 4.  | KMSK Deinze (N)             | 28  | 11 | 9  | 8  | 046:450 | +1    | 42     |
| 5.  | KVC Westerlo                | 28  | 9  | 13 | 6  | 040:310 | +9    | 40     |
| 6.  | RWD Molenbeek (N)           | 28  | 10 | 5  | 13 | 044:490 | −5    | 35     |
| 7.  | Lierse Kempenzonen (N)      | 28  | 4  | 4  | 20 | 025:550 | −30   | 16     |
| 8.  | FC Brügge U 23 (a.K.)       | 28  | 2  | 7  | 19 | 023:640 | −41   | 13     |

Platzierungskriterien: 1. Punkte – 2. Siege – 3. Tordifferenz – 4. geschossene Tore

| (N)     | Neuaufsteiger aus der 1. Division Amateure 2020/21 |
| (a. K.) | Teilnahme außer Konkurrenz                         |

Das Spiel KVC Westerlo – KMSK Deinze (4. Spieltag) wurde wegen mehrere COVID-19-Erkrankungen bei Westerlo zunächst auf den 30. September 2020 und dann erneut auf den 26. Oktober 2020 verlegt. Von diesem Datum musste es erneut wegen mehrerer Erkrankungen nunmehr bei KMSK Deinze auf den 18. November 2020 verlegt werden. Wegen dieser Erkrankungen wurde auch das Spiel KMSK Deinze - RFC Seraing (9. Spieltag) auf den 15. November 2020 verlegt.
Wegen der Erkrankungen bei KVC Westerlo wurden ferner die Spiele FC Brügge U23 – KVC Westerlo (5. Spieltag) auf den 14. November 2020 und KVC Westerlo – RWD Molenbeek (6. Spieltag) auf den 9. November 2020 verlegt.
Das Spiel RWD Molenbeek – Lierse Kempenzonen (8. Spieltag) wurde aufgrund mehrerer Erkrankungen bei RWD Molenbeek ebenso auf den 14. November 2020 verlegt.
Infolge eines Wintereinbruches wurden die ursprünglich am 7. Februar 2021 (18. Spieltag) angesetzten Spiele FC Brügge U 23 – KVC Westerlo auf schließlich den 3. März 2021 und SK Deinze – RWD Molenbeek auf den 18. März 2021 verlegt.
Bei einsetzenden Tauwetter wurde am 19. Spieltag das Spiel Westerlo – Lommel kurzfristig vom 13. auf den 15. Februar 2021 verschoben. Aus diesem Grund wurde das Spiel RWD Molenbeek – RFC Seraing vom gleichen Spieltag auch auf den 3. März 2021 verschoben.

## Kreuztabelle
|                             | erste Doppelrunde | erste Doppelrunde           | erste Doppelrunde | erste Doppelrunde | erste Doppelrunde | erste Doppelrunde | erste Doppelrunde | erste Doppelrunde | zweite Doppelrunde | zweite Doppelrunde          | zweite Doppelrunde | zweite Doppelrunde | zweite Doppelrunde | zweite Doppelrunde | zweite Doppelrunde | zweite Doppelrunde |
|                             | KVC Westerlo      | Royale Union Saint-Gilloise | LOM               | KMSK Deinze       | SER               | RWD Molenbeek     |                   | BRÜ Ü23           | KVC Westerlo       | Royale Union Saint-Gilloise | LOM                | KMSK Deinze        | SER                | RWD Molenbeek      |                    | BRÜ Ü23            |
| --------------------------- | ----------------- | --------------------------- | ----------------- | ----------------- | ----------------- | ----------------- | ----------------- | ----------------- | ------------------ | --------------------------- | ------------------ | ------------------ | ------------------ | ------------------ | ------------------ | ------------------ |
| KVC Westerlo                |                   | 1:4                         | 2:1               | 3:0               | 1:1               | 3:0               | 0:0               | 2:1               |                    | 2:2                         | 1:1                | 4:0                | 4:3                | 2:2                | 2:0                | 1:1                |
| Royale Union Saint-Gilloise | 0:0               |                             | 4:2               | 3:0               | 3:2               | 2:1               | 5:0               | 6:0               | 2:1                |                             | 3:2                | 2:2                | 2:0                | 2:1                | 2:1                | 3:1                |
| Lommel SK                   | 1:1               | 0:1                         |                   | 1:2               | 3:5               | 4:0               | 3:2               | 3:1               | 1:0                | 0:2                         |                    | 4:2                | 1:3                | 3:2                | 2:1                | 2:1                |
| KMSK Deinze                 | 2:2               | 0:2                         | 1:1               |                   | 3:0               | 1:0               | 2:1               | 1:0               | 0:1                | 2:4                         | 2:1                |                    | 0:0                | 4:4                | 3:0                | 4:0                |
| RFC Seraing                 | 0:2               | 1:0                         | 1:0               | 3:2               |                   | 0:1               | 1:3               | 6:1               | 1:1                | 0:2                         | 5:0 1              | 1:0                |                    | 1:0                | 0:0                | 2:1                |
| RWD Molenbeek               | 3:1               | 3:1                         | 0:1               | 1:1               | 3:4               |                   | 2:0               | 2:0               | 2:1                | 0:2                         | 2:5                | 1:1                | 2:4                |                    | 1:0                | 1:1                |
| Lierse Kempenzonen          | 0:1               | 0:2                         | 1:3               | 3:4               | 2:5               | 4:2               |                   | 2:1               | 0:0                | 1:3                         | 0:1                | 1:1                | 0:1                | 0:3                |                    | 3:1                |
| FC Brügge U 23              | 1:1               | 1:1                         | 2:2               | 1:1               | 0:4               | 0:2               | 2:0               |                   | 1:1                | 0:4                         | 0:2                | 2:4                | 0:1                | 1:3                | 2:0                |                    |

## Relegation
Die beiden Relegationsspiele zwischen dem 17. der Division 1A und dem 2. der 2. Division 1B wurden am 1. und 8. Mai 2021 ausgetragen.
| Datum       |                  | Ergebnis |                  |
| ----------- | ---------------- | -------- | ---------------- |
| 1. Mai 2021 | RFC Seraing      | 1:1      | Waasland-Beveren |
| 8. Mai 2021 | Waasland-Beveren | 2:5      | RFC Seraing      |
| Gesamt:     | RFC Seraing      | 6:3      | Waasland-Beveren |

## Auswirkungen der COVID-19-Pandemie
Mitte November 2020 empfahl Pro League allen Vereinen, während der Winterpause der Meisterschaft auf Trainingslager im Ausland zu verzichten. Falls Vereine doch welche durchführen würden, würde hier keine Befreiung von Quarantäne-Regeln im Gegensatz zu Auslandsreisen bei Pflichtspielen greifen.

### Zuschauer
Bei der Planung der neuen Saison wurde zunächst davon ausgegangen, dass gemäß der Anordnung des nationalen Sicherheitsrates infolge der COVID-19-Pandemie Fußballspiele mit Zuschauern bis 31. August 2020 verboten sein würden. Mit Beschluss vom 24. Juni 2020 erlaubte der nationale Sicherheitsrat, dass bei Veranstaltungen ab 1. Juli 2020 im Freien 400 Zuschauer anwesend sein dürfen. Bei einer weiteren positiven Entwicklung der Lage sollte ab 1. August 2020 das Limit auf 800 Zuschauer erhöht werden. Nachdem die Zahl von Neuerkrankungen ab Mitte Juli 2020 wieder zunahm, wurde diese weitere Lockerung bei der Sitzung vom 23. Juli 2020 nicht in Kraft gesetzt. Es verbleibt bei der Grenze von 400 Zuschauern.
Am 26. Juli 2020 verbot die flämische Region auf ihrem Gebiet die Anwesenheit von Zuschauern bei Sportveranstaltungen. Am 27. Juli 2020 begrenzte der nationale Sicherheitsrat aufgrund gestiegener Fallzahlen die Zahl der erlaubten Zuschauer für Veranstaltungen im Freien auf 200 Personen. Nachdem mehrere Vereine der Division 1A bekanntgegeben hatten, ihre Spiele ohne Zuschauer austragen zu wollen, entschied Pro League am 28. Juli 2020, dass alle Spiele in der Division 1A und 1B zumindest im August ohne Zuschauer ausgetragen würden.
Aufgrund wieder sinkender Fallzahlen erlaubte der nationale Sicherheitsrat am 20. August 2020 wieder 400 Zuschauer bei Veranstaltungen im Freien. Der jeweilige Bürgermeister kann per Ausnahmegenehmigung für Veranstaltungen ab 1. September 2020 eine höhere Zuschauerzahl gestatten.
Nachdem Anfang Oktober 2020 die Fallzahlen wieder stiegen, erließ Pro League in den Stadien während der Spiele der Division 1A, Division 1B und des Pokal ein Rauchverbot für die Zuschauer. Grund sei, dass die Abnahme des Mund-Nasen-Schutzes zum Rauchen in den Richtlinien für die Stadien nicht vorgesehen ist. Außerdem hätten die Zuschauer teilweise beim Rauchen zusammengestanden. Am 16. Oktober 2020 wurden durch die Regierung aufgrund der weiter gestiegenen Fallzahlen allgemein die Regelungen verschärft. Darauf wurde am 20. Oktober 2020 eine neue Rahmenvereinbarung durch Pro League mit den zuständigen Behörden abgeschlossen. Danach sind pro Sektor in den Stadien nur noch 200 statt 400 Zuschauern erlaubt. Es dürfen maximal vier Personen nebeneinander sitzen, die ständig eine Mund-Nasen-Maske tragen müssen. Zwischen den einzelnen Gruppen muss 1,5 Meter Abstand gelassen werden. Getränke und Speisen dürfen im Stadion nicht mehr verkauft werden. Aufgrund der weiteren Zunahme an Infektionen verbot die belgische Regierung am 23. Oktober 2020 die Anwesenheit von Zuschauern bei Profi-Sportveranstaltungen zunächst bis 19. November 2020. Durch weitere Beschlüsse des Konzertierungsausschusses vom 30. Oktober 2020, vom 27. November 2020, vom 18. Dezember 2020, vom 8. Januar 2021, vom 22. Januar 2021, vom 5. Februar 2021 und vom 24. März 2021 wurde das Verbot bis 25. April 2021 verlängert.
In seiner Sitzung vom 23. April 2021 hob der Konzertierungsausschuss das Verbot auf und erlaubte bei Veranstaltungen im Freien die Anwesenheit von 50 Zuschauern.

### Sanktionen durch Pro League
Am 23. Dezember 2020 entschied der Verwaltungsrat von Pro League, künftig „interne“ Geldstrafen von Spielern, Trainern und Funktionären zu erheben, wenn diese gegen die besonderen „COVID-Regeln“ bei Fußballspielen verstoßen, weil sie sich beispielsweise bei einem Tor oder nach Spielende abklatschen. Die Strafen würden bei entsprechenden Beobachtungen des Schiedsrichters, des Vierten Offiziellen oder aufgrund Fernsehbildern verhängt und betragen 750 Euro für jeden Spieler oder Funktionär je Vorfall sowie 5.000 Euro für einen Verein pro Spiel, dessen Spieler oder Funktionär gegen diese besonderen Regeln verstößt. Die Beträge werden von Pro League an Télé-Accueil, einem Träger der Telefonseelsorge, weitergegeben.

### Transferperiode
Aufgrund der COVID-19-Pandemie wurde die Saison in vielen europäischen Fußballligen erst nach dem 30. Juni 2020 beendet. Daher wurde in Absprache mit der UEFA durch den belgischen Fußballverband die Transferperiode angepasst. Für Wechsel innerhalb Belgien verblieb es beim bisherigen Fenster vom 1. Juli bis 31. August. Für internationale Wechsel begann diese Periode erst am 7. Juli. Zusätzlich gibt es ein zweites Transferfenster vom 8. September 2020 bis 5. Oktober 2020. Das Transferfenster im Winter bleibt unverändert vom 4. Januar bis 1. Februar.

### Kein Absteiger
Nachdem durch die mehrfach verlängerte Verbote von Sportveranstaltungen im Amateurbereich es nicht mehr möglich war, in der 1. Division Amateure (wie auch den anderen Amateur-Spielklassen) auch nur die Hinrunde abzuschließen, beschloss der belgische Fußballverband am 25. Januar 2021 alle Amateurligen abzubrechen. Alle Amateur-Mannschaften starteten in der Saison 2021/22 wieder in derselben Spielklasse wie in der Saison 2020/21. Entsprechend gab es auch keinen Aufsteiger aus der 1. Division Amateure in die Division 1B. In der Folge beschloss die Generalversammlung der Vereine am 16. März 2021, dass auch kein Verein in die 1. Division Amateure abstieg.